# Rhyacophila vetina
Rhyacophila vetina är en nattsländeart som beskrevs av Milne 1936. Rhyacophila vetina ingår i släktet Rhyacophila och familjen rovnattsländor. Inga underarter finns listade i Catalogue of Life.